# Brevera Cotia
Brevera Cotia es un cultivar de higuera de tipo San Pedro Ficus carica, bífera (con una dos cosechas por temporada, las brevas de primavera-verano que son autofértiles, y los higos de otoño que para que cuajen y maduren necesitan la caprificación), con higos de epidermis con color de fondo verde claro, y con sobre color manchas irregulares amarillas, y con cantidad de lenticelas intermedias de un tamaño mediano de color blanco verdoso. Se cultiva en la isla de Hierro,  archipiélago de las Islas Canarias (España).

## Sinonimia
- “sin sinónimos” en el archipiélago canario,[3][5][6]

## Historia
Según las crónicas de los primeros exploradores que llegaron al archipiélago de las islas Canarias, ya atestiguaron de la presencia de higueras y del consumo de higos en su dieta cotidiana, por parte de la población aborigen de Gran Canaria.
La variedad 'Brevera Cotia' está localizada en la isla de Hierro.
El « Instituto Canario de Investigaciones Agrarias » (ICIA), organismo autónomo dependiente del Gobierno de Canarias, en una iniciativa que se inscribe en el Programa de Cooperación Transnacional Madeira-Azores-Canarias (MAC 2007-2013), y en el proyecto AGRICOMAC, destinado a fomentar el uso de variedades tradicionales en el sector agrícola de la Macaronesia, estudia variedades de higuera con gran potencial productivo y comercial para la implantación de su cultivo en las islas Canarias.

## Características
La higuera 'Brevera Cotia' es una variedad bífera de tipo San Pedro de dos cosechas por temporada, brevas autofértiles y los higos de otoño que maduran mediante caprificación. Árbol de vigorosidad elevada, y un buen desarrollo en terrenos favorables, copa irregular, esparcida. Sus hojas son de 3 lóbulos en su mayoría. Sus hojas tienen un lóbulo central ancho, y un grado de profundidad del lóbulo medianamente marcado. Forma de la base de la hoja acorazonada a calcariforme, con Longitud x Anchura: 14,62 x 13,67 cm, siendo su área (en cm²) intermedia, con long. peciolo/long. hoja de 0,34. El margen dentado, con los lóbulos completamente dentados. Densidad de pelos en el haz intermedia y densidad de pelos en el envés densa, con nerviación aparentes y color verde. Peciolo de longitud mediana con un grosor 4,55 mm, forma redondeada color verde claro. 'Brevera Cotia' tiene un desprendimiento de higos escaso, con un rendimiento productivo mediano y periodo de cosecha medio. La yema apical cónica de color verde amarillento.
Los frutos de la higuera 'Brevera Cotia' tienen forma (indice) oblonga, la forma puede variar según la localización, siendo su diámetro máximo ovoide, con la forma en el ápice redondeada. Los higos son de tamaño medio, sus frutos son simétricos en la forma, y uniformes en las dimensiones, sin frutos aparejados y sin formaciones anormales, de unos 20,2 gramos en promedio, cuya epidermis es media, de firmeza media, color de fondo verde claro, y con sobre color manchas irregulares amarillas, y con cantidad de lenticelas intermedias de un tamaño mediano de color blanco verdoso. Ostiolo de anchura mediana, gota de miel ausente, con escamas medianas del mismo color que la piel, semiadheridas a la piel, resistentes al desprendimiento. Pedúnculo con forma corto grueso y longitud promedio de 3,86 mm. Grietas longitudinales escasas y pequeñas. Costillas intermedias. Con un grosor de carne 2,67 mm sin ninguna coloración, con una pulpa de sabor poco dulce, jugoso, con un % de sólidos solubles totales alto, con color de la pulpa rosa. Con cavidad interna muy pequeña, con aquenios intermedios en tamaño y una  cantidad de intermedia a alta. Los frutos maduran con un inicio de maduración de las brevas sobre finales de mayo a finales de junio. Cosecha con rendimiento productivo mediano, y periodo de cosecha mediano.
Se usa en alimentación humana y en animal en ganado porcino. Difícil abscisión del pedúnculo, con una gran facilidad de pelado. Debido a su epidermis gruesa y firme de consistencia, son resistentes al transporte, a las lluvias, al agriado, y a la apertura del ostiolo. Con poca susceptibilidad al desprendimiento del árbol cuando madura.

## Cultivo
'Brevera Cotia', se utiliza en alimentación humana, y en alimentación animal. Se está tratando de recuperar su cultivo en las islas Canarias.
El cultivo de las higueras en general dentro de España, Extremadura es la región con mayor superficie cultivada, en torno a las 5.300 hectáreas de un total de 11.629 has. Le siguen en extensión de cultivo islas Baleares con 2.287 has, Andalucía con 1.874 has, Galicia con 638 has, Comunidad Valenciana con 242 has, y Canarias con 290 has.